# Эрарский, Анатолий Александрович
Анато́лий Алекса́ндрович Эра́рский (1851, Острогожск — 1897, Москва) — русский музыкант, композитор, дирижёр и педагог, организатор и руководитель детского оркестра, известного в России в 90-е годы XIX века.

## Биография
Анатолий Александрович Эрарский родился в 1851 году в бедной семье в городе Острогожске Воронежской губернии. Стремясь получить музыкальное образование, юношей отправляется пешком в Москву. По пути около года работает рабочим на кожевенном заводе, копя деньги на дорогу. В Москве сперва подрабатывает помощником фотографа, посвящая свободное время самостоятельному обучению игре на фортепьяно. Вскоре начинает зарабатывать себе на жизнь в качестве тапёра и настройщика инструментов. Берёт уроки игры на фортепьяно у Ю. К. Арнольда и А. И. Дюбюка. Талант и мастерство начинающего музыканта были замечены Н. Г. Рубинштейном, который в 80-е годы ввёл Эрарского в лучший музыкальный круг Москвы. С этого времени Эрарский аккомпанирует певцам и дает домашние уроки музыки. В эти же годы Эрарский женится. Жена Анатолия Александровича, Клавдия Николаевна Эрарская, также являлась неплохим музыкантом. Детей в браке не было.

### Детский оркестр
Случайное предложение устроить в одной семье исполнение детских симфоний Гайдна и Ромберга, навело жену Эрарского на мысль о возможности создания специальных детских инструментов, которые были бы способны к серьёзному мелодическому употреблению. В 1887 году Эрарский совместно с женой создаёт детский оркестр, инструменты для которого частично изготавливает сам, а частично закупает в игрушечных лавках. Пишет для оркестра партитуры, аранжируя известные произведения для фортепьяно для оркестрового исполнения. Всего Эрарский инструментовал для оркестра свыше 50 пьес. В основу музыкального воспитания в своём оркестре Эрарский положил принцип самодеятельности и активного участия детей в ансамбле. Не требуя от детей виртуозности, но прививая им любовь к музыке, он высоко развивал в них музыкальность и хороший вкус. Специальные детские инструменты («дудофоны», «кларинофоны»), изготовленные по чертежам Эрарского на его собственные средства, представляли собой несложные клавишные инструменты типа фисгармоний, трубки которых воспроизводили звучание различных духовых, что позволяло детям без специальной технической подготовки исполнять оркестровые произведения. В 1889 году Эрарский познакомился с известным музыковедом и педагогом Степаном Васильевичем Смоленским, бывшим тогда директором Московского Синодального училища. От всей души полюбив оркестр Эрарского и став одним из самых ревностных его поклонников, Смоленский весной 1891 года устраивает Эрарского учителем музыки в Синодальное училище, предоставляет для оркестра зал училища и помогает снабдить оркестр смычковыми инструментами. Число учеников Эрарского возрастает до 55—60 человек, а оркестр начинает получать широкую известность. Специально для детского оркестра Эрарского пишут свои произведения первоклассные русские композиторы. С. И. Танеев для оркестра сочинил, инструментовал и сам отрепетировал целую симфонию. А. С. Аренский посвятил оркестру свою «Сказку», «Вальс» и фугу «Журавель». Также для оркестра писали музыку А. Н. Корещенко и А. К. Лядов. Несколько пьес для оркестра написал и сам Эрарский: «Гриб-боровик», «Кукушка», «Японская сказка».
Высокую оценку оркестру дают Э. Ф. Направник, Н. А. Римский-Корсаков и П. И. Чайковский.
О посещениях оркестра Чайковским вспоминает в своих мемуарах игравший в оркестре Л. Л. Сабанеев:
Когда П. И. Чайковский бывал в Москве, он всегда приходил навестить Детский оркестр, который всегда ему играл его сочинения в оркестровке Эрарского, причем, конечно, юные оркестранты здорово трусили. Один раз П. И. Чайковский даже сам решил продирижировать одной своей вещью (помню — это была «Песня без слов» из известного его сборника для фортепиано).
Как вспоминал С. В. Смоленский, Чайковский никак не хотел поверить, что в слышимом им исполнении не участвует настоящий гобой, настолько хорошо звучала в оркестре 1-я мелодиста, то есть маленькая народная фисгармония. В действительности оркестр был представлен группой смычковых инструментов (скрипки, виолончели, контрабасы), ударных (литавры, барабаны, треугольники), клавишно-духовых (дудофоны, мелодисты, кларинофоны) и двух роялей. По своему звучанию он напоминал малый симфонический оркестр.
Помимо упоминавшегося Л. Л. Сабанеева в детском оркестре Эрарского начинали свою музыкальную деятельность такие в дальнейшем известные музыканты и композиторы, как братья Александр Метнер и Николай Метнер, А. Ф. Гедике, дирижёр Ю. Н. Померанцев, певец В. Л. Нардов.

### Болезнь и смерть

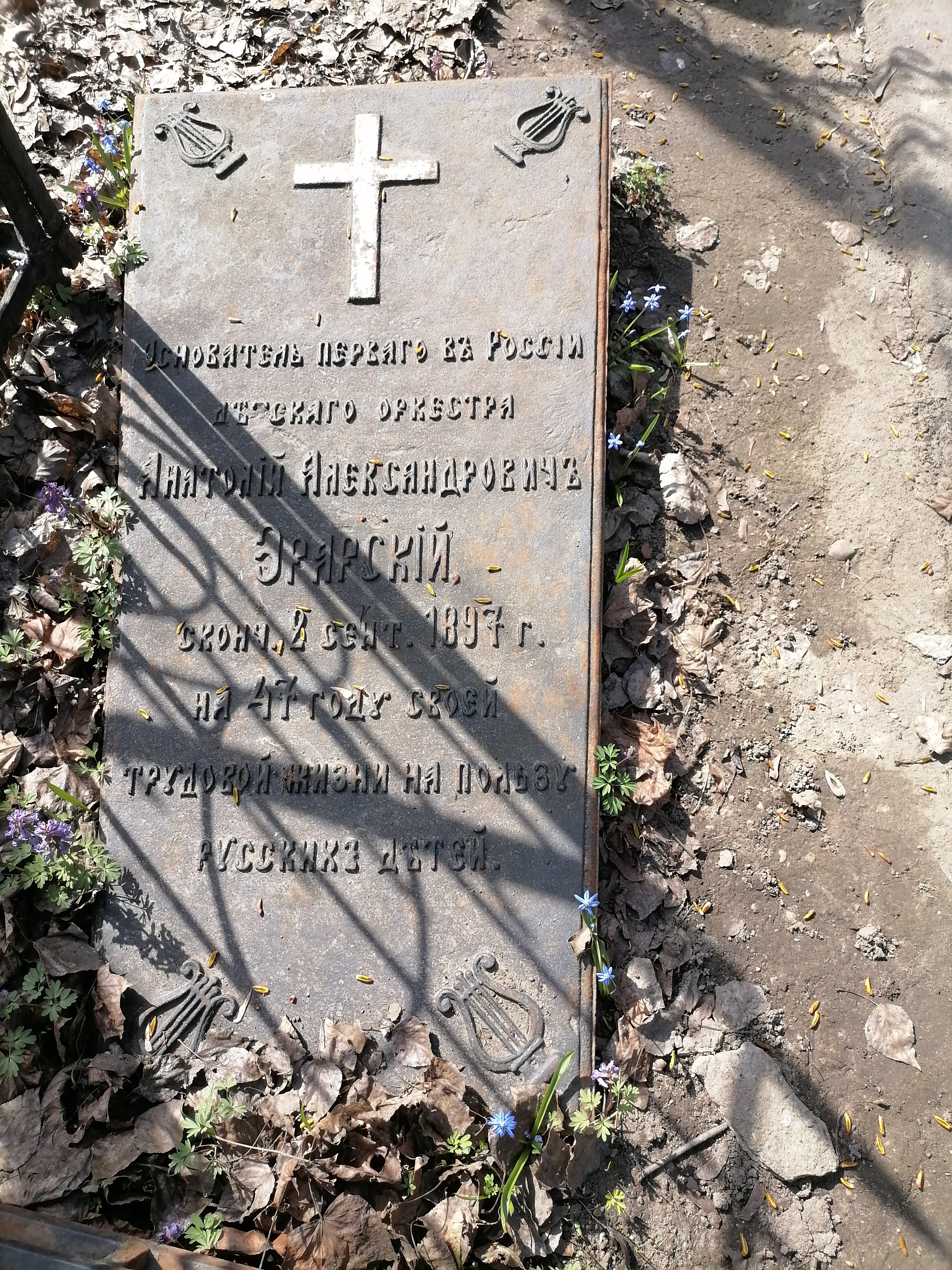
Могила на Пятницком кладбище

Педагогическая деятельность Эрарского была прервана в самом её расцвете быстро прогрессирующим психическим заболеванием. В 1895 году из-за болезни Эрарский работать уже не мог, а без его самоотверженного руководства не смог существовать и созданный им оркестр. Последний концерт детского оркестра состоялся 9 апреля 1895 года по старому стилю. Управлял оркестром на последнем его концерте Михаил Михайлович Ипполитов-Иванов.
Сам Анатолий Александрович Эрарский провёл два года в Преображенской больнице для душевнобольных, где и скончался 2 сентября 1897 года. Похоронен на Пятницком кладбище в Москве. Надпись на могильной плите А. А. Эрарского гласит:
Основатель первого в России детского оркестра Анатолий Александрович Эрарский, сконч. 2 сент. 1897 г. на 47 году своей трудовой жизни на пользу русских детей.
Судьба оригинальных инструментов Эрарского не известна. По свидетельству Л. Л. Сабанеева в 1926 году они ещё хранились в Московском синодальном училище.
Эрарский писал музыку для фортепьяно. Известностью пользуется романс Эрарского на стихи Алексея Кольцова «Ах, не мне молодцу».